# توماس مونتسر
توماس مونتسر (آلمانی: Thomas Müntzer؛ ۲۱ دسامبر ۱۴۸۹ – ۲۷ می ۱۵۲۵ (۳۵−۳۶ سال)) که با نام پیشگام اصلاحات مسیحی نیز شناخته می‌شود، کشیشی آلمانی است که در سال ۱۵۲۴ رهبری شورشیان را در طول جنگ روستاییان آلمانی علیه اشراف و روحانیت به عهده داشت.
مخالفت علنی او با کلیسای کاتولیک رومی به مخالفت با سلطه فئودالی در آلمان مرکزی انجامید و بعد از نبرد فرانکن هاوزن دستگیر، شکنجه و اعدام شد.

## زندگی اولیه
او در سال ۱۴۸۹ در روستای کوچک اشتولبرگ در کوه‌های هارتس در ایالت تورینگن به دنیا آمد. پدرش فردی ثروتمند و مادرش کشاورز بود. در سال ۱۵۰۶ به دانشگاه لایپزیک رفت و بعد از فارغ‌التحصیلی از این دانشگاه از دانشگاه ویادرینا در شهر فرانکفورت در رشته فلسفه و الهیات مدرک دکترای خود را دریافت کرد. او به زبان‌های یونانی، عبری و لاتین آشنایی داشت. در سال ۱۵۱۴ به مقام اسقف کلیسای سنت میشل در شهر براونشوایگ نائل شد.

## فعالیت‌ها

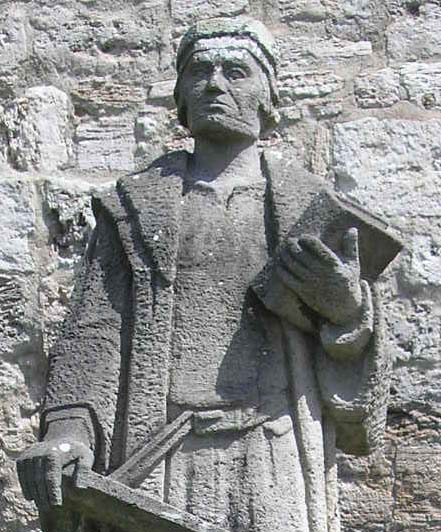
مجسمه توماس مونتسر در مولهاوزن

او به عنوان چهره برجسته‌ای شناخته می‌شود که در سالهای اولیه اصلاحات در آلمان و همچنین در تاریخ انقلابیون اروپا نقش مهمی ایفا کرده‌است. در اغلب مطالعات مدرن از مونتسر دیده می‌شود که فعالیت‌های انقلابی او ناشی از دیدگاه‌های دینی او بوده‌است.
مونتسر عقیده داشت که پایان این جهان حتمی است و اینکه وظیفه ایمان آورندگان واقعی کمک به خدا ایجاد دوران تاریخی جدیدی است.
در طول تاریخ اصلاحات، نقش او، به ویژه در مقوله‌های الهیات و انجیل‌شناسی نتایجی برجسته داشت ولی ناشناخته باقی ماند.